# Agrypnia sahlbergi
Agrypnia sahlbergi är en nattsländeart som först beskrevs av Mclachlan 1880.  Agrypnia sahlbergi ingår i släktet Agrypnia och familjen broknattsländor. Enligt den finländska rödlistan är arten nära hotad i Finland. Enligt den svenska rödlistan är arten otillräckligt studerad i Sverige. . Artens livsmiljö är små tjärnar och gölar (även flarkar). Inga underarter finns listade i Catalogue of Life.